# 国道404号

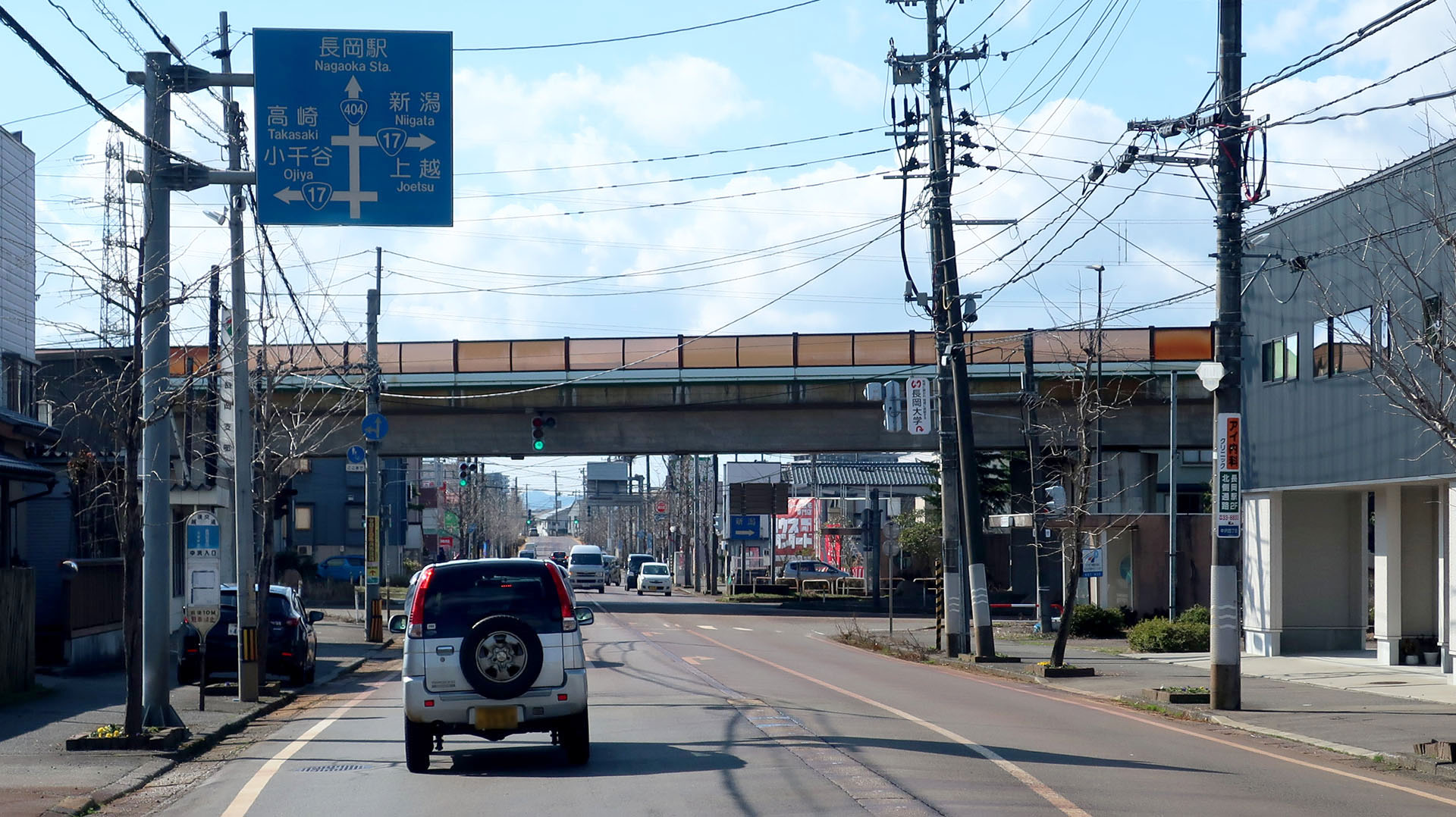
国道404号起点
新潟県長岡市 美沢三丁目交差点

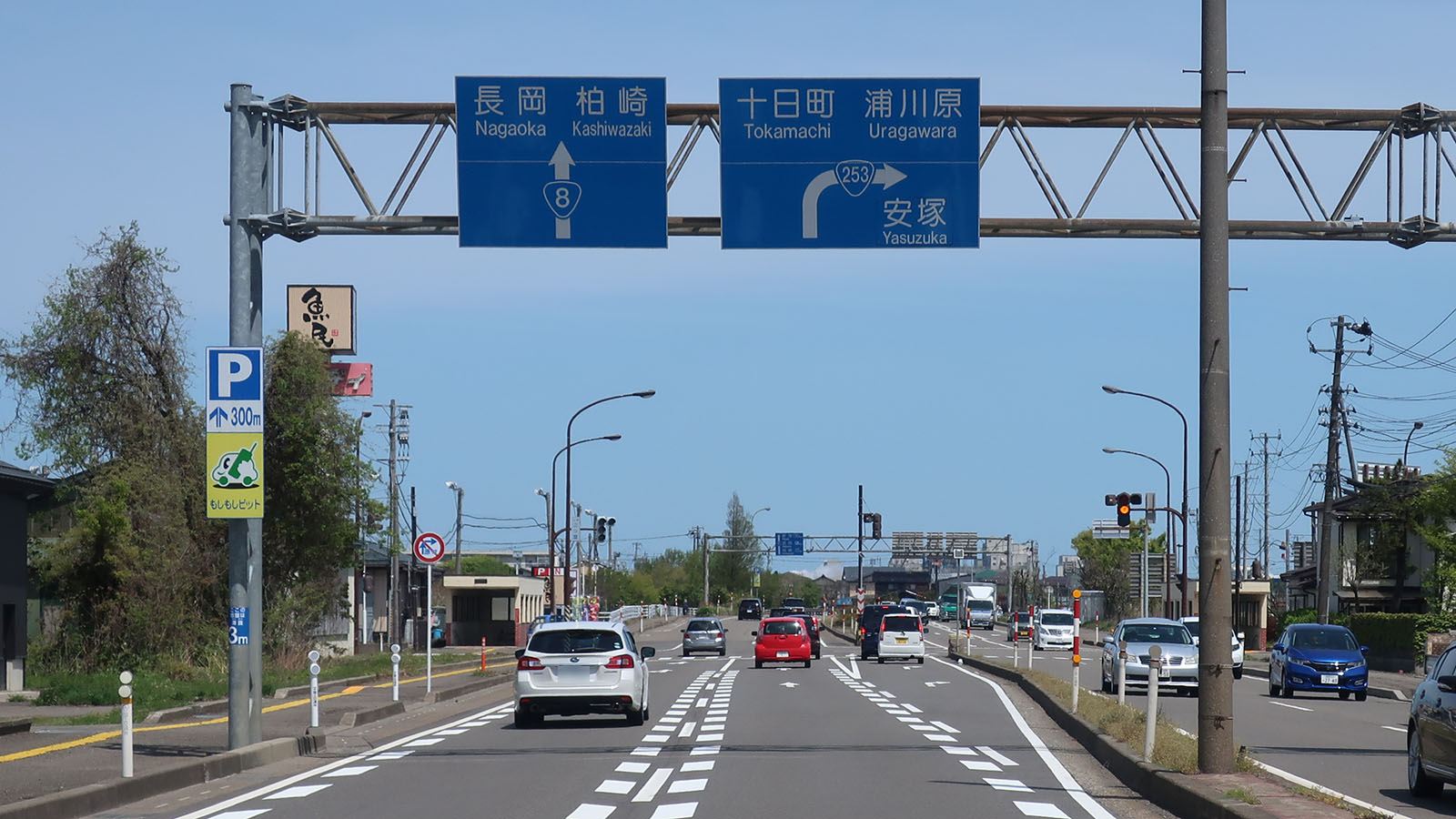
国道404号終点（国道253号起点）
新潟県上越市 三ツ屋交差点
（国道8号 直江津バイパス）

国道404号（こくどう404ごう）は、新潟県長岡市から上越市に至る一般国道である。

## 概要

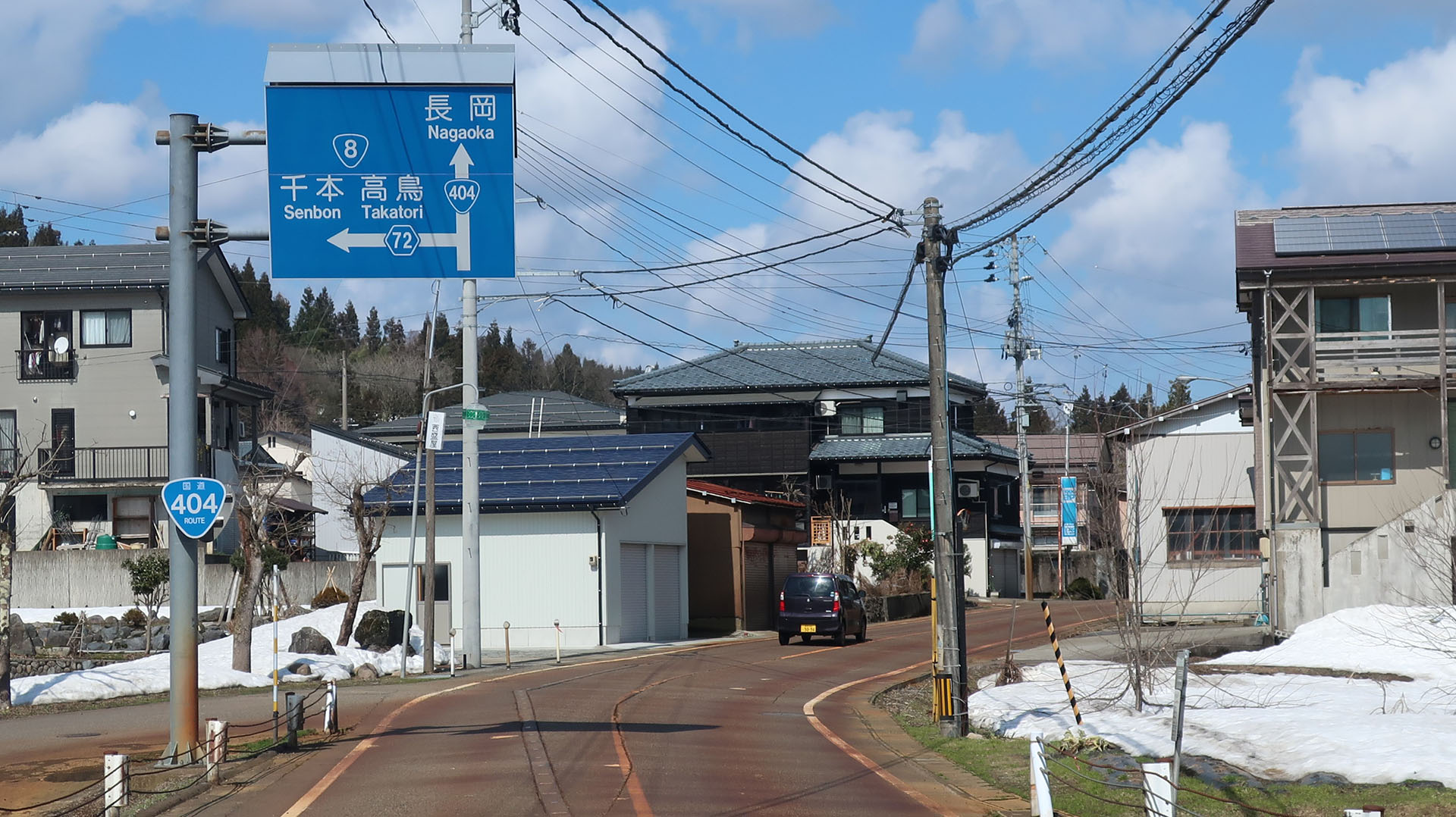
新潟県長岡市岩田
（2021年3月撮影）

起点の長岡市から、途中十日町市を経由し、終点の上越市に至る路線だが、総延長100.7 kmのうち、約7割にあたる70.5 kmが重用延長であり、路線単独区間は、長岡市内の一部に限られる。国道指定当初は国道403号と接点がなかったが、1993年（平成5年）に同路線が延伸指定された際に約28.4 kmが重用区間となった。約8割が重用区間となる国道路線として国道327号と国道388号、国道446号と国道448号、そして国道492号と国道503号がある。

### 路線データ
一般国道の路線を指定する政令に基づく起終点および重要な経過地は次のとおり。
- 起点：長岡市（美沢二丁目203番1[5]、美沢三丁目交差点 = 国道17号交点）
- 終点：上越市（三ツ屋交差点 = 国道8号交点、国道253号起点）
- 重要な経過地：新潟県刈羽郡小国町[注釈 3]、同県中魚沼郡川西町[注釈 4]、同県東頸城郡松代町[注釈 4]
- 総延長 : 100.7 km（重用延長を含む。）[1][注釈 1]
- 重用延長 : 70.5 km[1][注釈 1]
- 未供用延長 : なし[1][注釈 1]
- 実延長 : 30.3 km[1][注釈 1]
  - 現道 : 24.9 km[1][注釈 1]
  - 旧道 : 5.0 km[1][注釈 1]
  - 新道 : 0.4 km[1][注釈 1]
- 指定区間：なし[6]

## 歴史
- 1982年（昭和57年）4月1日 - 一般国道404号（長岡市 - 上越市）として指定施行[7]。
- 2013年（平成25年）11月24日 - 長岡東西道路 フェニックス大橋開通[8][9]。
- 2014年（平成26年）4月1日 - 長岡市内の経路を一部変更[10]。
- 2017年（平成29年）5月9日 - 長岡東西道路 宮内大橋開通[8][11][12]。
- 2022年（令和4年）3月24日 - 要町一丁目 - 西宮内一丁目の長岡市道東幹線7号線区間を当国道としても供用[13]。

## 路線状況
長岡市内は長生橋を通る現道のほか、フェニックス大橋を通る要町一丁目 - 新産四丁目に至る経路がある。
長岡市は政令指定都市ではないが、特例によって国道404号の一部区間（起点 - 学校町、国道352号交点）の道路管理者となっている。

### バイパス
- 長岡東西道路（地域高規格道路、長岡市）

### 重複区間
- 国道352号（長岡市・学校町交差点 - 大手通り交差点）
- 国道351号（長岡市・大手通り交差点 - 大島交差点）
- 国道403号（長岡市・相野原交差点 - 十日町市・池尻交差点）
- 国道252号（十日町市・中仙田交差点 - 中仙田甲）
- 国道253号（十日町市・犬伏交差点 - 上越市終点）
- 国道353号（十日町市・池尻交差点 - 蒲生交差点）

### 道路施設

#### 主な橋

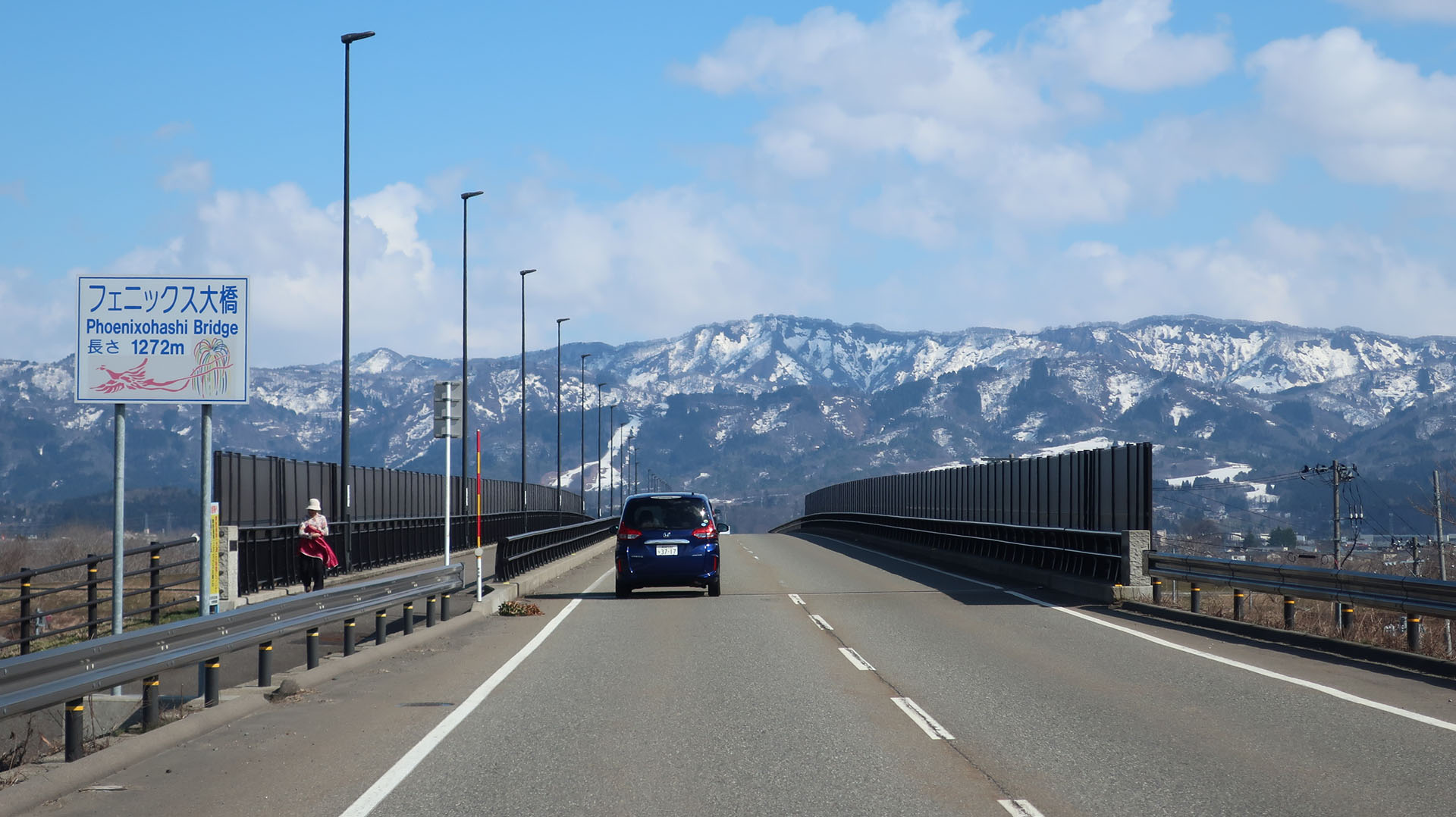
フェニックス大橋東詰
新潟県長岡市下山１丁目

- 長生橋（信濃川、長岡市）
- 宮内大橋（太田川・浄土川、長岡市）
- フェニックス大橋（信濃川、長岡市）

#### 道の駅
- まつだいふるさと会館（十日町市、国道253号重複区間内）

## 地理

### 通過する自治体
- 新潟県
  - 長岡市 - 十日町市 - 上越市

### 交差する道路
- 国道17号（長岡市・美沢三丁目交差点）
- 国道352号（長岡市・学校町交差点）
- 国道351号（長岡市・大手通り交差点）
- 国道351号（長岡市・大島交差点）
- 国道8号（長岡市・喜多町交差点）
- 国道291号（長岡市・七日町交差点）

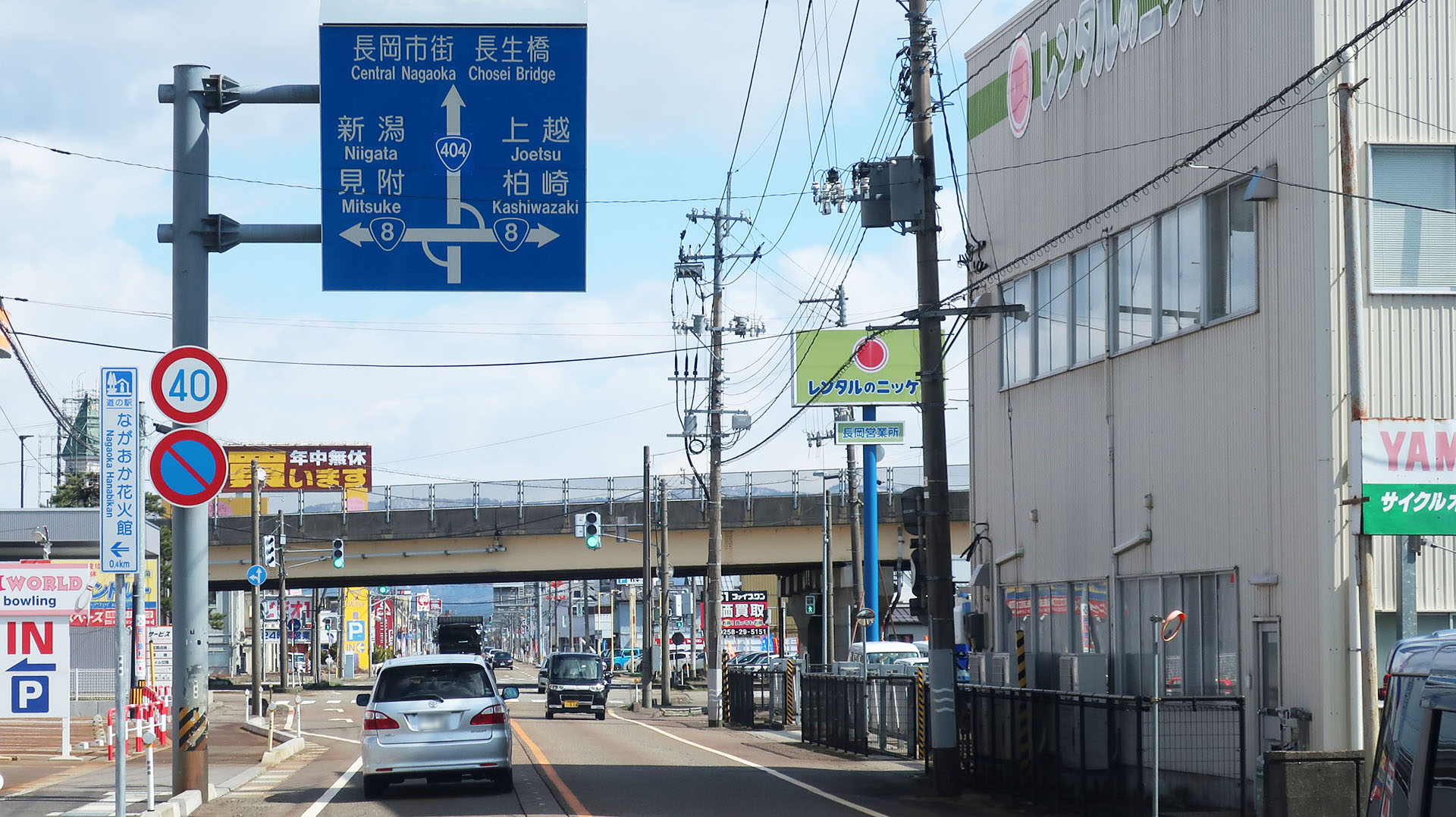
国道8号との交差
長岡市・喜多町交差点付近

- 国道252号（十日町市・中仙田交差点、中仙田甲）
- 国道253号（十日町市・犬伏交差点）
- 国道353号・国道403号（十日町市・池尻交差点）
- 国道353号（十日町市・蒲生交差点）
- 国道8号（上越市・三ツ屋交差点）

### 沿線
- 信濃川
  - 渋海川
- 長岡市立越路西小学校（長岡市布藤沢）
- JR東日本信越本線 塚山駅
- 長岡市役所小国支所（長岡市小国町法坂）